# محمد خلفان
محمد خلفان (انگلیسی: Mohammed Khalfan؛ زادهٔ ۱۸ مهٔ ۱۹۹۴) یک ورزشکار است.